# Nie pytaj mnie (album)
Nie pytaj mnie – debiutancki album solowy polskiego muzyka Tomasza Lipińskiego. Wydawnictwo ukazało się w 1994 roku nakładem wytwórni muzycznej BMG Ariola Poland. Nagrania zostały zarejestrowane, w należącym wówczas do Roberta Brylewskiego Gold Rock Studio w Stanclewie, muzyk był także koproducentem płyty. W studiu, Lipińskiego wsparli m.in. kontrabasista Piotr Rodowicz, perkusista Sławomir „Bodek” Lenczewski oraz wokalistka Vivian Quarcoo.
Utwór tytułowy należy do najpopularniejszych w repertuarze Tomasza Lipińskiego. Także w 1994 roku piosenka znalazła się na ścieżce dźwiękowej do filmu Władysława Pasikowskiego pt. „Psy 2. Ostatnia krew”
. Do utworu powstał również wideoklip w którym zostały wykorzystane fragmenty obrazu.

## Lista utworów
Opracowano na podstawie materiału źródłowego.
| Nr  | Tytuł utworu                                                 | Słowa           | Muzyka          | Długość |
| --- | ------------------------------------------------------------ | --------------- | --------------- | ------- |
| 1.  | „Nie pytaj mnie, co jest dobre, a co złe”                    | Tomasz Lipiński | Tomasz Lipiński | 4:39    |
| 2.  | „Rzeka miłości, morze radości, ocean szczęścia”              | Spoko Koncern   | Spoko Koncern   | 3:28    |
| 3.  | „Moje serce pełne ciebie”                                    | Tomasz Lipiński | Tomasz Lipiński | 3:22    |
| 4.  | „Thinking of You”                                            | Tomasz Lipiński | Tomasz Lipiński | 3:18    |
| 5.  | „Nie bój się, to się skończy źle”                            | Tomasz Lipiński | Tomasz Lipiński | 3:18    |
| 6.  | „Czarne w białym”                                            | Tomasz Lipiński | Tomasz Lipiński | 1:32    |
| 7.  | „Wiatr wieje nareszcie (jesteś, jesteś, jesteś)”             | Tomasz Lipiński | Tomasz Lipiński | 3:53    |
| 8.  | „Ludzie umierają”                                            | Tomasz Lipiński | Tomasz Lipiński | 3:59    |
| 9.  | „Czuję się źle”                                              | Tomasz Lipiński | Tomasz Lipiński | 3:26    |
| 10. | „Runął już ostatni mur”                                      | Tomasz Lipiński | Tomasz Lipiński | 3:57    |
| 11. | „Białe w czarnym”                                            | Tomasz Lipiński | Tomasz Lipiński | 2:27    |
| 12. | „Nie pytaj mnie, co jest dobre, a co złe (Mix Z Głębi Nocy)” | Tomasz Lipiński | Tomasz Lipiński | 4:41    |
|     |                                                              |                 |                 | 42:00   |

## Twórcy
Opracowano na podstawie materiału źródłowego.

- Tomasz Lipiński – gitara basowa, gitara, flet, instrumenty klawiszowe, instrumenty perkusyjne, śpiew, produkcja muzyczna
- Piotr Rodowicz – kontrabas
- Robert Brylewski – programowanie perkusji, inżynieria dźwięku, produkcja muzyczna
- Sławomir „Bodek” Lenczewski – perkusja
- Jarek Smak – inżynieria dźwięku
- Marek Grzesik – inżynieria dźwięku
- Witold Popiel – opracowanie graficzne
- Michał Glinicki – zdjęcia
- Tadeusz Mieczkowski – remastering
- Aleksander Korecki – saksofon
- Sylwia Bojarska – śpiew
- Vivian Quarcoo – śpiew